# Спортивная гимнастика на летних Олимпийских играх 1896
Соревнования по спортивной гимнастике на I летних Олимпийских играх проходили 9 и 10 апреля на Мраморном стадионе Афин. Всего, было разыграно 8 комплектов медалей, из них 6 в личных соревнованиях, 2 в командных.

## Медали

### Общий медальный зачёт

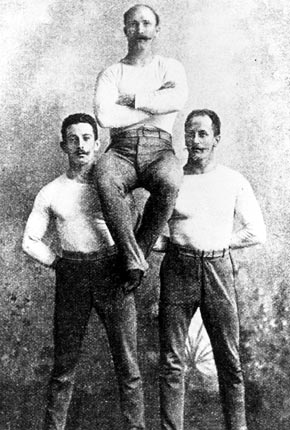
Альфред Флатов, Карл Шуман и Герман Вайнгертнер, выигравшие вместе пять золотых, три серебряных и одну бронзовую медали, и ставшие самыми результативными спортсменами игр

(Жирным выделено самое большое количество медалей в своей категории; принимающая страна также выделена)
| Общее количество медалей |           |        |         |        |       |
| Место                    | Страна    | Золото | Серебро | Бронза | Всего |
| 1                        | Германия  | 5      | 3       | 2      | 10    |
| 2                        | Греция    | 2      | 2       | 2      | 6     |
| 3                        | Швейцария | 1      | 2       | 0      | 3     |

### Медалисты
| Дисциплина            | Золото | Серебро                                                          | Бронза                                                            |
| Командные брусья      | Германия Конрад Бёкер · Герман Вайнгертнер · Фриц Гофман · Фриц Мантойфель · Карл Нойкирх · Рихард Рёштель · Альфред Флатов · Густав Флатов · Георг Хиллмар · Карл Шуман · Густав Шуфт | Греция Николаос Андриакопулос · Томас Ксенакис · Петрос Персакис | Греция Филиппос Карвелас · Димитриос Лундрас · Иоаннис Митропулос |
| Командная перекладина | Германия Конрад Бёкер · Герман Вайнгертнер · Фриц Гофман · Фриц Мантойфель · Карл Нойкирх · Рихард Рёштель · Альфред Флатов · Густав Флатов · Георг Хиллмар · Карл Шуман · Густав Шуфт | —                                                                | —                                                                 |
| Опорный прыжок        | Карл Шуман Германия | Луис Цуттер Швейцария                                            | Герман Вайнгертнер Германия                                       |
| Конь                  | Луис Цуттер Швейцария | Герман Вайнгертнер Германия                                      | —                                                                 |
| Кольца                | Иоаннис Митропулос Греция | Герман Вайнгертнер Германия                                      | Петрос Персакис Греция                                            |
| Перекладина           | Герман Вайнгертнер Германия | Альфред Флатов Германия                                          | —                                                                 |
| Параллельные брусья   | Альфред Флатов Германия | Луис Цуттер Швейцария                                            | —                                                                 |
| Лазание по канату     | Николаос Андриакопулос Греция | Томас Ксенакис Греция                                            | Фриц Гофман Германия                                              |

## Страны
В соревнованиях принял участие 71 спортсмен из 9 стран:
- Болгария (1)
- Великобритания (1)
- Венгрия (2)
- Германия (11)
- Греция (52)
- Дания (1)
- Франция (1)
- Швейцария (1)
- Швеция (1)